# Тлеуберлин, Рыздыкбай
Рыздыкбай Тлеуберлин, другой вариант фамилии — Тлеубердин (каз. Тілеубердин Рыздықбай; 1899 год, село Косагаш — 1994) — скотник совхоза имени Валиханова Чубартауского района Семипалатинской области, Казахская ССР. Герой Социалистического Труда (1966).
Происходит из рода жастабан племени абак керей. Родился в 1903 году в крестьянской семье в селе Косагаш. С 1930 года трудился скотником в колхозе (позднее — совхоз) имени Валиханова Чубартауского района.
В 1965 году достиг выдающихся трудовых достижений при выращивании крупного рогатого скота. За достигнутые успехи в развитии животноводства, увеличении производства и заготовок мяса, молока, яиц и шерсти и другой продукции удостоен звания Героя Социалистического Труда указом Президиума Верховного Совета СССР от 22 марта 1966 года с вручением ордена Ленина и золотой медали «Серп и Молот».